# Dekret
Dekret – akt normatywny mający moc ustawy, wydany nie przez parlament, ale przez organ władzy wykonawczej.

## Prawo rzymskie
Dekretami (decreta) w prawie rzymskim były wyroki wydawane przez cesarza jako najwyższego sędziego. Jako przykład można wskazać Decretum Divi Marci o utracie wierzytelności dochodzonej z pominięciem drogi sądowej. W okresie dominatu odgrywały drugorzędną rolę.

## Prawo kanoniczne
Dekret jest to także dokument wydawany przez biskupa lub arcybiskupa danej diecezji, skierowany do księży (najczęściej wikariuszy), mówiący o przeniesieniu lub zmianie parafii poszczególnych duchownych. Dekrety wydają także m.in. przełożeni zakonów w stosunku do członków zakonu oraz Stolica Apostolska.

## Prawo polskie
W Królestwie Polskim Rada Regencyjna miała prawo wydawania dekretów. W okresie II Rzeczypospolitej dekrety wydawał Naczelnik Państwa (marsz. Józef Piłsudski), a później Prezydent RP, na mocy art. 55 Konstytucji kwietniowej. W okresie Polski Ludowej dekrety wydawały następujące organy: Polski Komitet Wyzwolenia Narodowego, Rada Ministrów oraz Rada Państwa (od czasu wejścia w życie Konstytucji PRL z 1952). Dekrety musiały zostać zatwierdzone przez Krajową Radę Narodową, Sejm Ustawodawczy, a następnie Sejm PRL. Traciły one moc, jeżeli wyżej wymieniony właściwy organ odmówił ich potwierdzenia uchwałą na najbliższym posiedzeniu.
Niektóre obowiązujące obecnie (w III RP) dekrety wydane w okresie „Polski Ludowej”:
- Dekret Polskiego Komitetu Wyzwolenia Narodowego z dnia 6 września 1944 r. o przeprowadzeniu reformy rolnej (Dz.U. z 1945 r. nr 3, poz. 13, ze zm.)
- Dekret z dnia 7 lipca 1945 r. o odtworzeniu dyplomów i świadectw o ukończeniu nauki (Dz.U. z 1945 r. nr 27, poz. 164, ze zm.)
- Dekret z dnia 26 października 1945 r. o własności i użytkowaniu gruntów na obszarze m. st. Warszawy (Dz.U. z 1945 r. nr 50, poz. 279, ze zm.)
- Dekret z dnia 10 grudnia 1946 r. o umarzaniu utraconych dokumentów (Dz.U. z 1947 r. nr 5, poz. 20)
- Dekret z dnia 28 października 1947 r. o mocy prawnej ksiąg wieczystych na obszarze Ziem Odzyskanych i b. Wolnego Miasta Gdańska (Dz.U. z 1947 r. nr 66, poz. 410, ze zm.)
- Dekret z dnia 26 kwietnia 1949 r. o ochronie godła i nazwy Światowej Organizacji Zdrowia (Dz.U. z 1949 r. nr 25, poz. 185)

Obowiązujące dekrety mogą być zmieniane lub uchylane tylko ustawą. Podlegają one kontroli Trybunału Konstytucyjnego. Powyższe akty są źródłami powszechnie obowiązującego prawa.
Współcześnie w Polsce prawo przewiduje w pewnych okolicznościach wydawanie dekretów pod postacią rozporządzenia Prezydenta Rzeczypospolitej z mocą ustawy.